# Skolgatan, Umeå

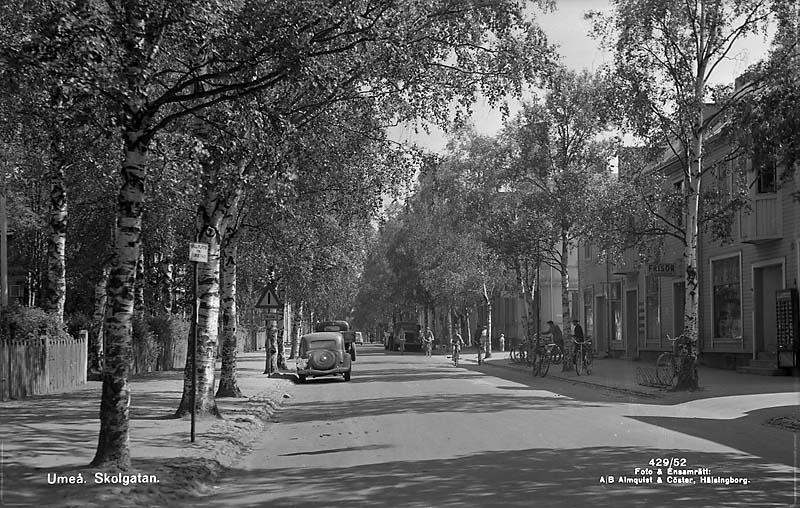
Skolgatan, 1950-tal.

Skolgatan i centrala Umeå är en av stadens allra äldsta gator. Den nämns redan i Abraham Hülphers Samlingar till en Beskrifning öfwer Norrland 5:2. Westerbottens städer från 1757 (tryckt 1797) under namnet Badstugugatan, och återfinns senare som en av sex namngivna långgator (med sträckning i Umeälvens riktning) – på Gustaf Liunggrens karta över Umeå stad från 1857 . Namnet hade gatan – som då sträckte sig från Renmarksbäcken i väster till det som idag benämns Östra esplanaden – fått för att bastubyggnader längs gatan användes för torkning av korn. Av dessa återstod dock intet efter 1888 års stadsbrand.

## Namndiskussionen kring 1889 års stadsplan
Inför framtagandet av 1889 års stadsplan förslog Byggnadsnämnden att gatan skulle döpas om till Drottningatan.  Drätselkammaren höll med om behovet av namnbyte, men förordade istället namnet Skolgatan, vilket stadsfullmäktige beslöt att godta.
Frågan väcktes dock till liv igen redan sommaren 1891, då en herr G Waldenström i en motion till fullmäktige klagade över den olägenhet som ljudlikheten mellan Skolgatan och Storgatan utgjorde. Waldenström tyckte heller att namnet motiverades av de småskolor som låg vid gatan (och bortsåg därmed från att stadsfullmäktige redan beslutat uppföra nya byggnader för folkskolan och läroverket just vid denna gata). Waldenström föreslog därför att byta ut namnet, och som en hyllning till stadens "egentliga grundläggarna" kalla den Kristinagatan. Byggnadsnämnden höll med om kritiken mot ljudlikheten, men föreslog istället namnet Sveagatan, "såsom varande ett vackrare och för en hufvudgata mera passande namn." Att det namnet redan var upptaget bekymrade dem inte. Stadsfullmäktige avslog 22 september båda dessa förslag. 

## Byggnader längs gatans sträckning
I väster börjar Skolgatan vid Västerslätts centrum och Västerslättskyrkan, och leds sedan i en tunnel under Vännäsvägen och längs med Noliaområdet. Gatan går sedan i en vid sväng förbi Hedlundakyrkan och Hedlundadungen innan den rätas ut och  fortsätter som björkallé genom blandad bebyggelse innan den passerar stadshusområdet (som tidigare inhyst Norrlands dragonregemente) på vägen in mot centrum.
Efter att ha korsat Västra esplanaden och passerat Korskyrkan, Försäkringskassan och Sagagallerian, utvidgas gatan vid Vasaplan, som kantas av gamla biblioteket och Umeå Folkets hus, Utopia-gallerian och Blå huset, ett flertal hotell och restauranger, Vasakyrkan, badhuset Navet, den gamla gymnastikbyggnaden från 1892 och den till hotell ombyggda Mimerskolan.
Öster om centrum – Öst på stan – är Skolgatan i huvudsak bussgata fram till Fabriksgatan, där bussarna viker av, och fortsätter sedan som lummig allé fram till Östermalmsgatan.